# Liste der Monuments historiques in Cucuron
Die Liste der Monuments historiques in Cucuron führt die Monuments historiques in der französischen Gemeinde Cucuron auf.

## Liste der Bauwerke
| Bezeichnung                                                                          | Beschreibung | Standort                             | Kennzeichnung | Schutzstatus          | Datum     | Bild           |
| ------------------------------------------------------------------------------------ | ------------ | ------------------------------------ | ------------- | --------------------- | --------- | -------------- |
| Fontaine place Maurice Taron                                                         |              | place Maurice Taron (Lage)           | PA00082037    | Inscrit               | 1949      | weitere Bilder |
| Maison Générat Fassaden, Dächer, Ecknische mit Statue, Außendekor                    |              | rue du Marché rue de l’Église (Lage) | PA00082038    | Classé                | 1994      | weitere Bilder |
| Mittelalterliche Stadtmauer Zitadelle, Donjon, Stadtmauer, Stadttore, Türme, Uhrturm |              | (Lage)                               | PA00082036    | Classé Inscrit Classé | 1921 1981 | weitere Bilder |
| Pfarrkirche Notre-Dame-de-Beaulieu                                                   |              | place de l’Église (Lage)             | PA00082035    | Classé                | 1961      | weitere Bilder |

## Liste der Objekte
- Monuments historiques (Objekte) in Cucuron in der Base Palissy des französischen Kulturministeriums (französisch)